# U-213
| U-213                      | U-213                                                                                                 | U-213                                                                                                 |
| -------------------------- | --- | --- |
|                            | | |
|                            | | |
|                            | | |
| Історія човна              | | |
| Під прапором               | Третій Рейх                                                                                           | Третій Рейх                                                                                           |
| Спуск на воду              | 24 липня 1941                                                                                         | 24 липня 1941                                                                                         |
| Сучасний статус            | потоплений 31 липня 1942                                                                              | потоплений 31 липня 1942                                                                              |
| Проєкт                     | | |
| Тип ПЧ                     | ДПЧ-мінний загороджувач                                                                               | ДПЧ-мінний загороджувач                                                                               |
| Основні характеристики     | | |
| Швидкість (надводна)       | 16,7 вузла                                                                                            | 16,7 вузла                                                                                            |
| Швидкість (підводна)       | 7,3 вузла                                                                                             | 7,3 вузла                                                                                             |
| Гранична глибина занурення | 230                                                                                                   | 230                                                                                                   |
| Екіпаж                     | 46—52 чоловіки                                                                                        | 46—52 чоловіки                                                                                        |
| Розміри                    | | |
| Довжина найбільша (по КВЛ) | 76,9                                                                                                  | 76,9                                                                                                  |
| Ширина корпусу найб.       | 6,4                                                                                                   | 6,4                                                                                                   |
| Середня осадка (по КВЛ)    | 5 | 5 |
| Водотоннажність надводна   | 965                                                                                                   | 965                                                                                                   |
| Озброєння                  | | |
| Артилерія                  | 1 × 88-мм/45 C35                                                                                      | 1 × 88-мм/45 C35                                                                                      |
| Торпедно- мінне озброєння  | 4 носові TA + 1 кормовий TA 14 торпед або 26 TMA мін або 39 TMB мін, 15 SMA мін в вертикальних шахтах | 4 носові TA + 1 кормовий TA 14 торпед або 26 TMA мін або 39 TMB мін, 15 SMA мін в вертикальних шахтах |
| ППО                        | 2 × 20-мм C30                                                                                         | 2 × 20-мм C30                                                                                         |

U-213 — німецький підводний мінний загороджувач типу VII D часів Другої світової війни. Замовлення на будівництво було віддано 16 лютого 1940 року. Човен був закладений на верфі суднобудівної компанії Germaniawerft у Кілі 1 жовтня 1940 року під заводським номером 645. Спущений на воду 24 липня 1941 року. 30 серпня 1941 року прийнятий на озброєння під командуванням оберлейтенанта-цур-зее Амелунга фон Варендорфа. Човен увійшов до складу 5-ї флотилії.

## Історія служби
Підводний човен здійснив 3 бойові походи, успіхів не здобув. Потоплений 31 липня 1942 року на схід від Азорських островів у точці з координатами 36°45′ пн. ш. 22°50′ зх. д. / 36.750° пн. ш. 22.833° зх. д. британськими шлюпами «Ерн», «Рочестер» і «Сендвіч». Усі 50 членів екіпажу загинули.

### Перший похід
24 січня 1942 року човен вийшов з Кіля і, з заходом на Гельголанд 26 січня, вирушив у похід.
За 54 дні, проведені в морі, U-213 брав участь у двох місіях «вовчих зграй»:
- 1 лютого 1942 року — 12 лютого 1942 року — «Шлейф» (нім. Schlei)
- 1 березня 1942 року — 12 березня 1942 року — «Вестфалл» (нім. Westwall)

7 лютого 1942 року ескорт конвою ON 63 зірвав атаку, змусивши човен зануритися, і завдавши йому потім невеликого пошкодження глибинними бомбами.
20 березня 1942 року U-213 повернувся до Бреста.

### Другий похід
23 квітня 1942 року U-213 перейшов із Кіля в Лор'ян, і 25 квітня вирушив у другий похід.
За 57 днів, проведені в морі, брав участь у діях однієї Вовчої зграї:
- 21 травня 1942 року — 27 травня 1942 року — Пфадфіндер (нім. Pfadfinder)

14 травня 1942 року U-213 висадив агента Абверу Альфреда Лангбейна (нім. Alfred Langbein) на канадському узбережжі біля Сен-Мартіна, графство Нью-Брансвік. Місія називалася операція Grete, під час якої Лангбейн повинен був повідомляти про вихід конвоїв. Завдання, втім він провалив і, почавши у вересні 1944 року відчувати проблеми з фінансуванням, був змушений здатися владі. Наприкінці війни звільнений.
15 травня 1942 року під час туману в затоці Мен U-213 був захоплений зненацька есмінцем і трохи пошкоджений глибинними бомбами.
20 червня 1942 року U-213 повернувся в Лор'ян.

### Третій похід і доля
20 липня 1942 року U-213 знову перейшов з Лор'яна у Брест, і 23 квітня вирушив у третій і останній похід.
31 липня 1942 року на схід від Азорських островів човен був потоплений у точці з координатами 36°45′ пн. ш. 22°50′ зх. д. / 36.750° пн. ш. 22.833° зх. д. британськими шлюпами «Ерн», «Рочестер» і «Сендвіч», забравши з собою життя всіх 50 членів екіпажу.

## Командири
- Оберлейтенант-цур-зее Амелунг фон Фарендорфф (30 серпня 1941 — 31 липня 1942)

## Флотилії
- 5-та флотилія (навчальна; 30 серпня — 31 грудня 1941)
- 1-ша флотилія (бойова служба; 1 січня — 30 квітня 1942)
- 9-та флотилія (бойова служба; 1 травня — 31 липня 1942).